# Lhotka (Mělník)
Lhotka é uma comuna checa localizada na região da Boêmia Central, distrito de Mělník.